# Aeroportul Aragip
Aeroportul Aragip (IATA: ARP) este un aeroport din Milne Bay Province⁠(d), Papua Noua Guinee.
aeroportul dispune de o singură pistă.